# Euthycera fumigata
Euthycera fumigata är en tvåvingeart som först beskrevs av Giovanni Antonio Scopoli 1763.  Euthycera fumigata ingår i släktet Euthycera och familjen kärrflugor. Arten är reproducerande i Sverige. Inga underarter finns listade i Catalogue of Life.